# Rue des Bons-Français
La rue des Bons-Français est une voie de Nantes, en France.

## Situation et accès
Située dans le centre-ville de Nantes, la rue des Bons-Français, qui relie la rue du Moulin à la rue des Trois-Croissants, est pavée et ouverte à la circulation automobile. Elle ne rencontre aucune autre voie.

## Origine du nom
Anciennement « rue du Patriotisme », elle a pris sa dénomination actuelle probablement parce qu'il jurait moins sur celui-ci (selon Édouard Pied).

## Historique
L'artère fut percée vers 1792, sur le terrain du couvent des Carmes. En 1906, on pouvait encore voir quelques arcades et des voûtes très bien conservées au no 3 de la rue des Bons-Français.
La rue s'est appelée « rue du Patriotisme » en 1814. 